# روبرت هايت
روبرت هايت (بالإنجليزية: Robert Hite)‏ مواليد 12 يناير 1984 في سينسيناتي، هو لاعب كرة سلة أمريكي سابِق. بدأ مسيرته الاحترافية في سنة 2006. يبلغ طوله 6 قدم 2 بوصة (1.9 م).

## المسيرة الاحترافية
بدأ مسيرته الاحترافيَّة مع ميامي هيت في الدوري الأمريكي في موسم 2006–2007، ثم لعب مع غلطة سراي لكرة السلة في الدوري التركي في موسم 2007–2008، ثم لعب مع ساسكي باسكونيا في الدوري الإسباني في سنة 2008، ثم لعب مع أوستند في موسم 2008–2009، ثم لعب مع سوتور باسكت مونتيجرانارو في موسم 2009–2010، ثم لعب مع يوفي كازيرتا باسكت في الدوري الإيطالي في سنة 2010، ثم لعب مع بالاكانسترو ريجيانا في سنة 2010، ثم لعب مع ليموج سي إس بي في الدوري الفرنسي في سنة 2011.

## روابط خارجية
- روبرت هايت على موقع الدوري الأوروبي لكرة السلة (الإنجليزية)
- روبرت هايت على موقع إن بي أي (الإنجليزية)
- روبرت هايت على موقع سبورتس رفرنس (الإنجليزية)
- روبرت هايت على موقع الدوري الإسباني لكرة السلة (الإسبانية)
- روبرت هايت على موقع كرة السلة الأوروبية.كوم (الإنجليزية)
- روبرت هايت على موقع كلية كرة السلة في سبورتس رفرنس.كوم (الإنجليزية)
- روبرت هايت على موقع ريلجم (الإنجليزية)
- روبرت هايت على موقع بروبوليرز (الإنجليزية)
- روبرت هايت على موقع سبورتس رفرنس (الإنجليزية)
- روبرت هايت على موقع سبورتس رفرنس (الإنجليزية)